# Бурхард I фон Локкум
Бурхард I фон Локкум (нем. Burchard I. von Loccum) (ум. 1130) — граф в Южном Амбергау, фогт Гандерсхайма.
Отец Бурхарда неизвестен. Мать — некая Акарина (или Алиарина), дочь Оды Штаденской (вдовы князя Святослава Ярославича) либо Иды из Эльсдорфа (матери Оды). Через Иду Бурхард находился в родстве с императорами Салической династии.
Бурхард был соратником короля Лотаря Супплинбургского. В 1130 году ландграф Тюрингии Герман II фон Винценбург приказал приближенным убить своего вассала Бурхарда фон Локкума. За это преступление по решению короля Лотаря Герман фон Винценбург был приговорен к изгнанию и лишению всех владений.
Оставил сына Вильбранда I, графа Халлермунда.